# Gneisenau-Denkmal (Berlin)

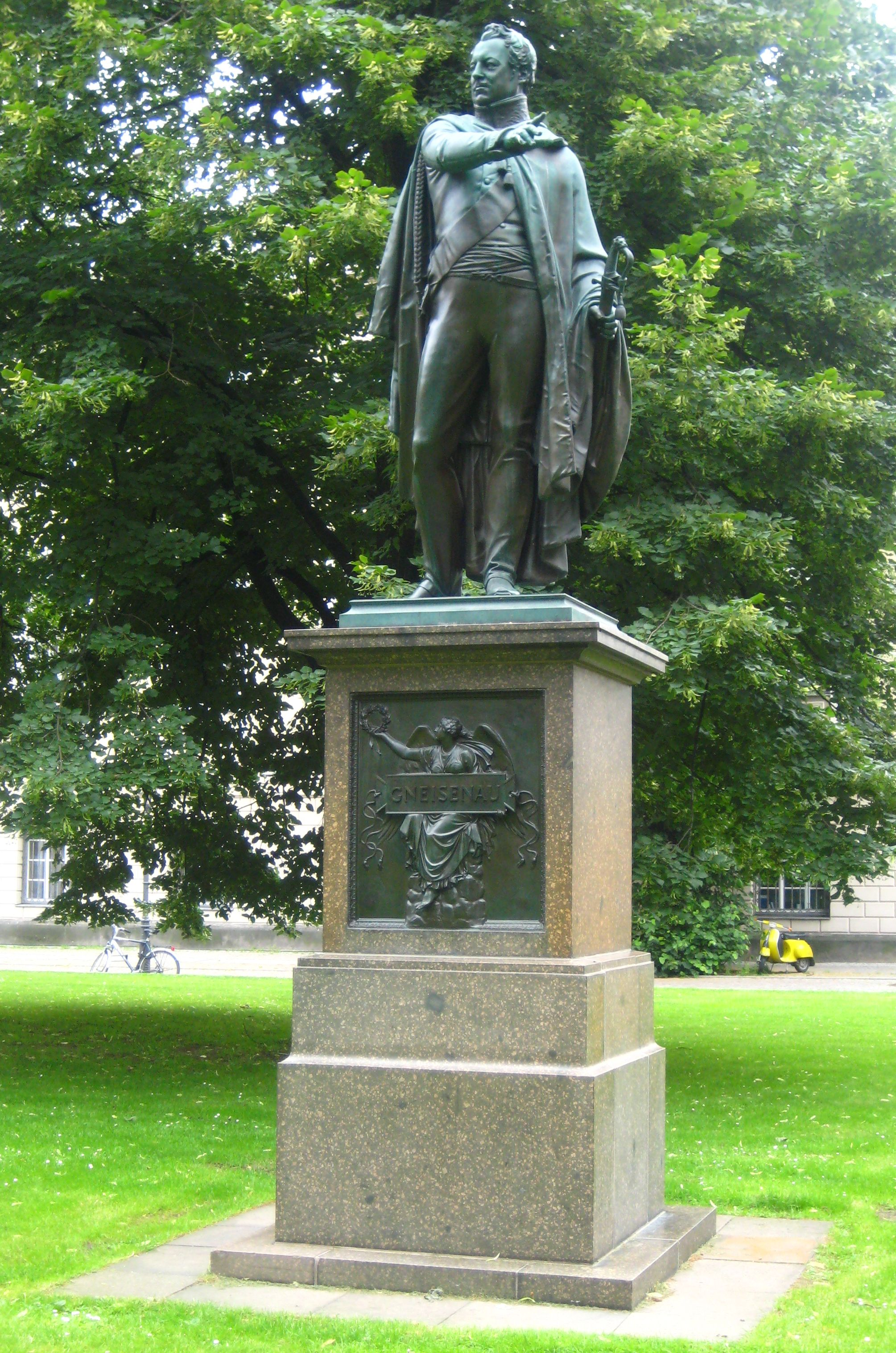
Gneisenau-Denkmal auf dem Bebelplatz, 2009

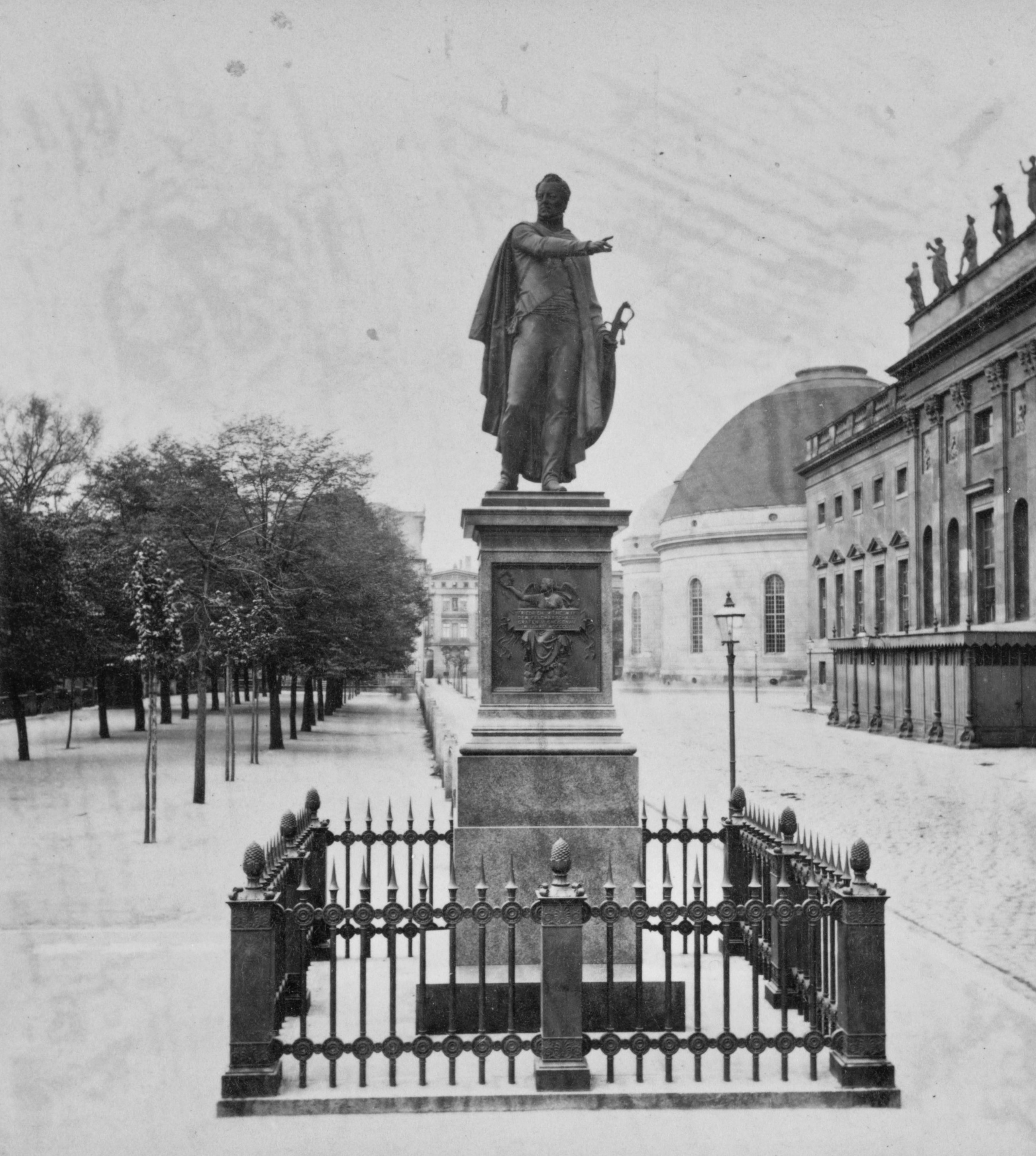
Gneisenau-Denkmal Unter den Linden, um 1870

Das Gneisenau-Denkmal auf der Grünfläche des Bebelplatzes im Berliner Ortsteil Mitte erinnert an den preußischen Reformer und Befreiungskämpfer August Neidhardt von Gneisenau (1760–1831). Geschaffen in den Jahren 1840–1855 von Christian Daniel Rauch im Stil des Realismus, gehört es zu den Werken der Berliner Bildhauerschule. Es stand bis 1950 vorn an der Prachtstraße Unter den Linden, mit der es ein Ensemble bildete, und steht seit 1963 hinten auf der Grünfläche des Bebelplatzes. 

## Geschichte und Beschreibung
Das von Karl Friedrich Schinkel entworfene, von Christian Daniel Rauch ausgeführte und vom französischen Bronzegießer Claude François Lequine hergestellte Gneisenau-Denkmal ist 1855 in der Straße Unter den Linden  gegenüber der Neuen Wache im östlichen Bereich des Opernplatzes errichtet worden, um mit dem Yorck-Denkmal das Blücher-Denkmal zu flankieren. Die drei Bronzestandbilder bildeten mit dem Bülow-Denkmal und Scharnhorst-Denkmal links und rechts neben der Neuen Wache einen stadträumlichen Erinnerungsort an die Befreiungskriege. 
Die 2,72 Meter hohe Plastik zeigt Gneisenau in zeitgenössische Uniform gekleidet, den Kopf nach rechts gewandt. Seine linke Hand hält einen Säbel, seine rechte Hand weist vorwärts. Die Bronzereliefs am Granitsockel stellen vorn die Siegesgöttin Viktoria mit Lorbeerkranz und Inschrift, hinten das Wappen des Grafen Neidhardt von Gneisenau dar. Stilistisch markiert das Gneisenau-Denkmal den Übergang vom Klassizismus zum Realismus in der Berliner Bildhauerschule.
Mit Ausnahme des Yorck-Denkmals hatten alle Standbilder den Zweiten Weltkrieg überstanden, doch wurde in Ost-Berlin erwogen, sie als Zeugnisse des Militarismus zu entfernen bzw., wenn aus Bronze, zur Buntmetallgewinnung zu verschrotten. Unmittelbar vor dem und bei Beginn des ersten Pfingsttreffens der FDJ ließ sie die Sozialistische Einheitspartei Deutschlands (SED) Ende Mai 1950 entfernen und auf der Museumsinsel einlagern. Im Februar 1953 kam aus dem Umfeld des SED-Vorsitzenden Walter Ulbricht die Anregung, „die Standbilder der Generale unseres Befreiungskampfes 1813“ wieder aufzustellen. Vor dem Hintergrund der Wiederbewaffnung in der DDR wollte die SED an die Befreiungskriege anknüpfen, aus der eine Kontinuitätslinie zur Freundschaft mit der Sowjetunion ableitete. Die auf Beschluss des Ost-Berliner Magistrat begonnenen Restaurierungsarbeiten brachen im Juli 1954 plötzlich ab, wohl wegen Fehlern in der Finanzierung. Es dauerte bis 1962 zu ihrer Fortsetzung. Im Jahr darauf begann die sukzessive Wiederaufstellung der Denkmäler, beschleunigt durch den 150. Jahrestag der Befreiungskriege. Sie galten als Leitbilder der Nationalen Volksarmee (NVA), die 1962 die Wachaufzüge vor der gegenüberliegenden Neuen Wache wiederbelebt hatte. Dabei wurden die Inschrift von „FRIEDRICH WILHELM IV / DEM FELDMARSCHALL / GRAFEN V. GNEISENAU / IM IAHRE MDCCCLV“ zu „GNEISENAU“ verkürzt, der Sockel von 3,83 Meter auf 2,83 Meter verkleinert und die Umzäunung beseitigt. Am heutigen Ort sind die vielfältigen Bezüge des Gneisenau-Denkmals zur Umgebung nicht erkennbar. Über eine Wiederaufstellung am ursprünglichen Ort, etwa 50 Meter weiter vorn, wird deshalb immer wieder diskutiert.

## Bildergalerie

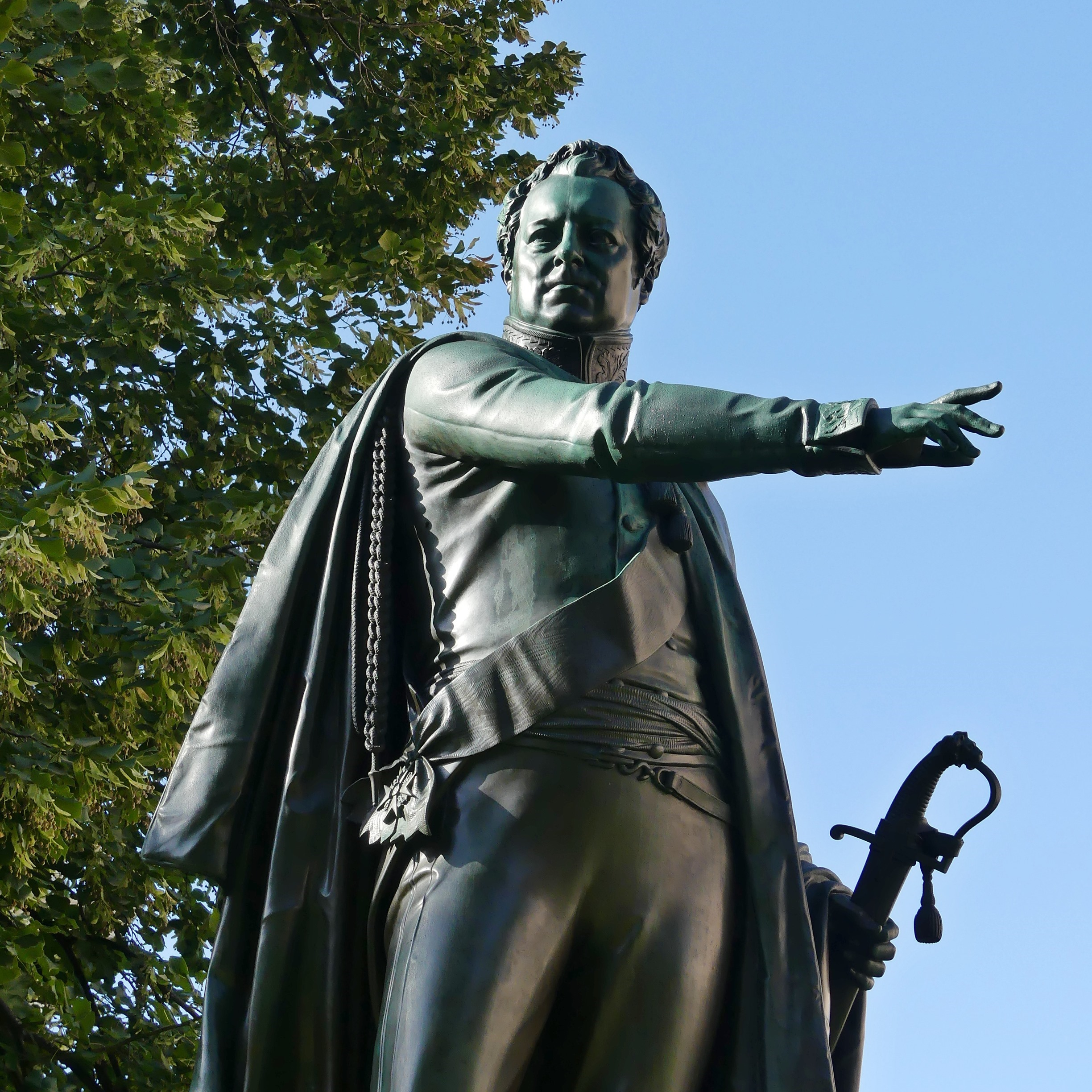
Statue von Gneisenau
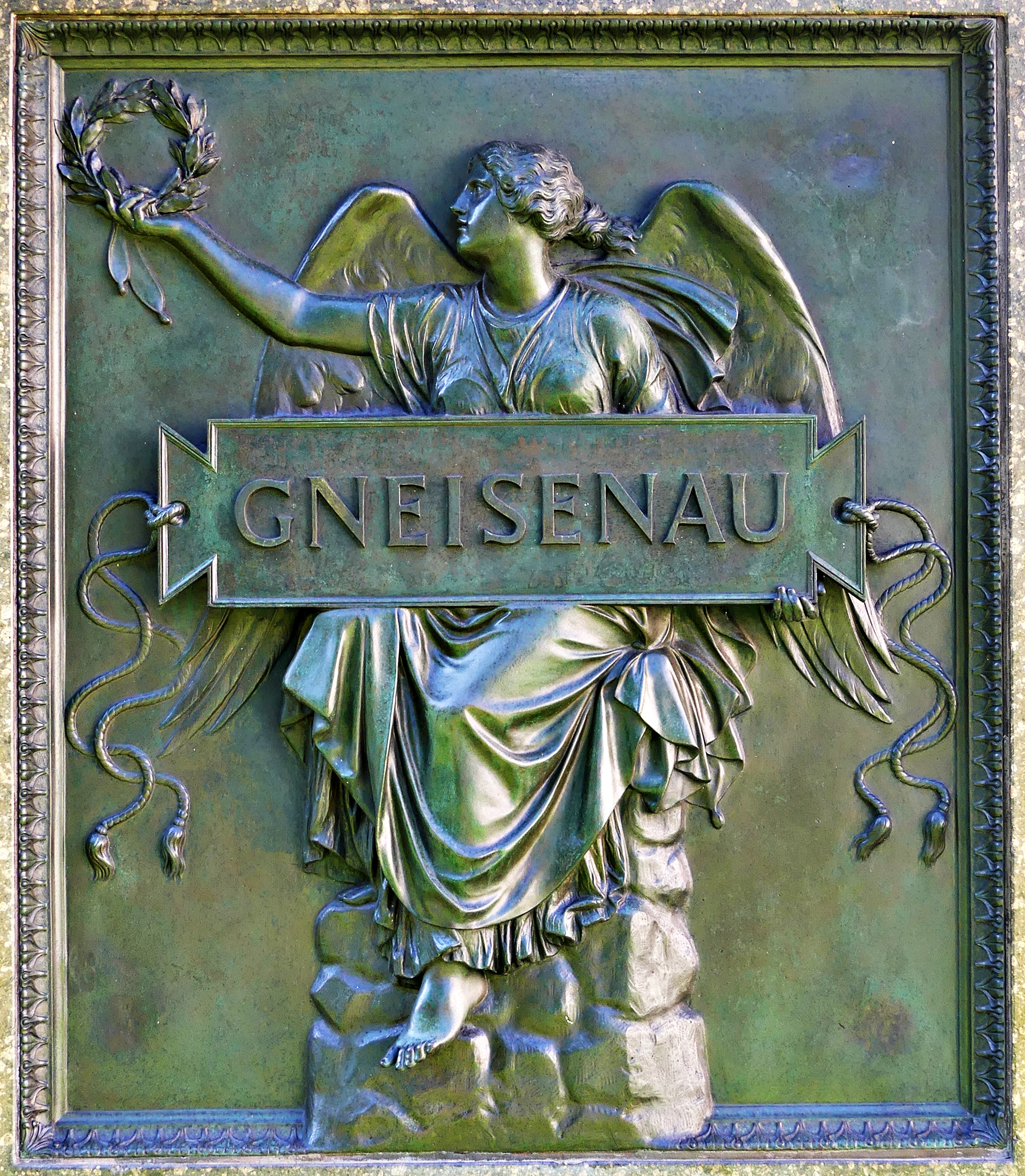
Relief mit Inschrift vorn
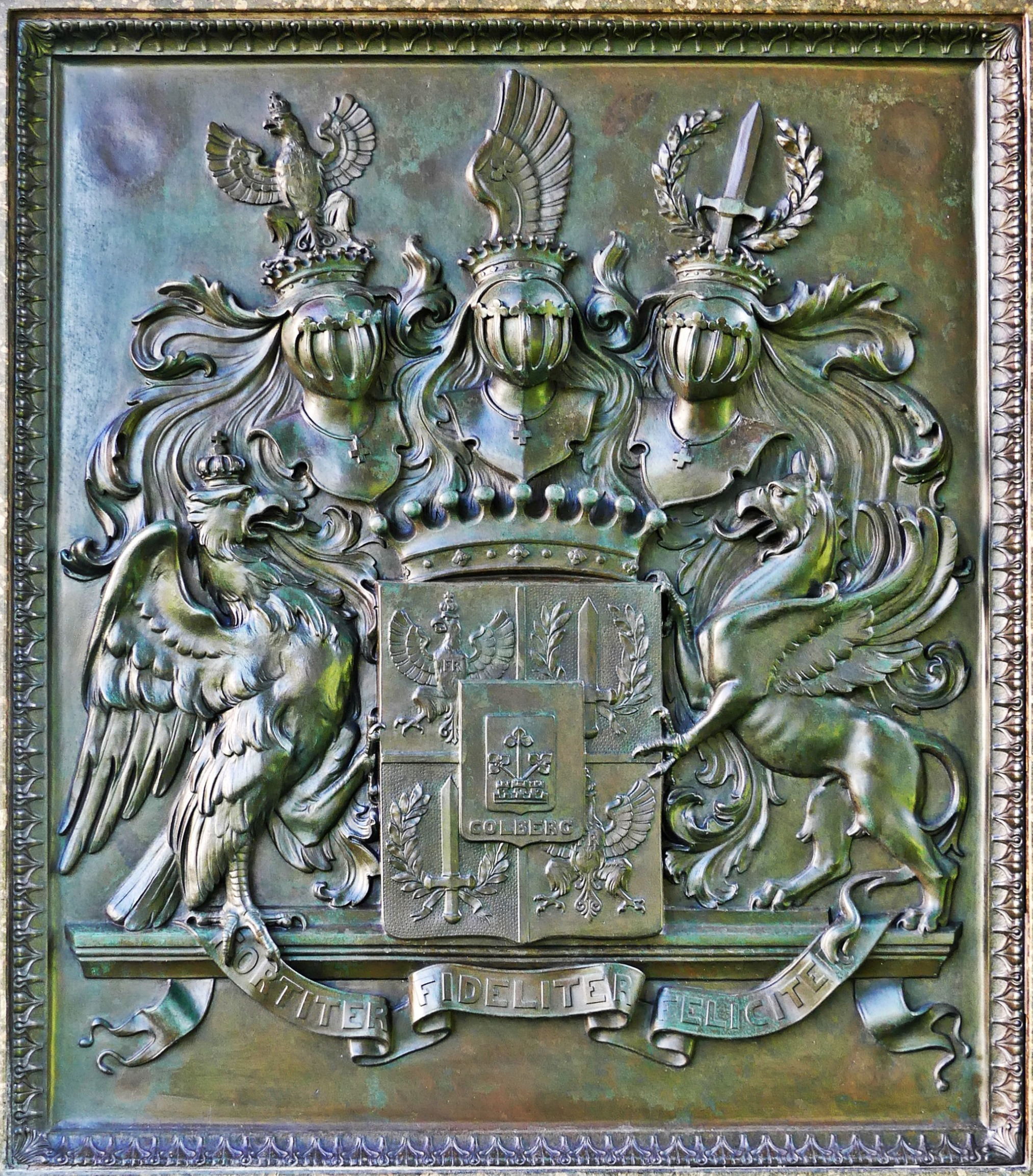
Relief mit Wappen hinten
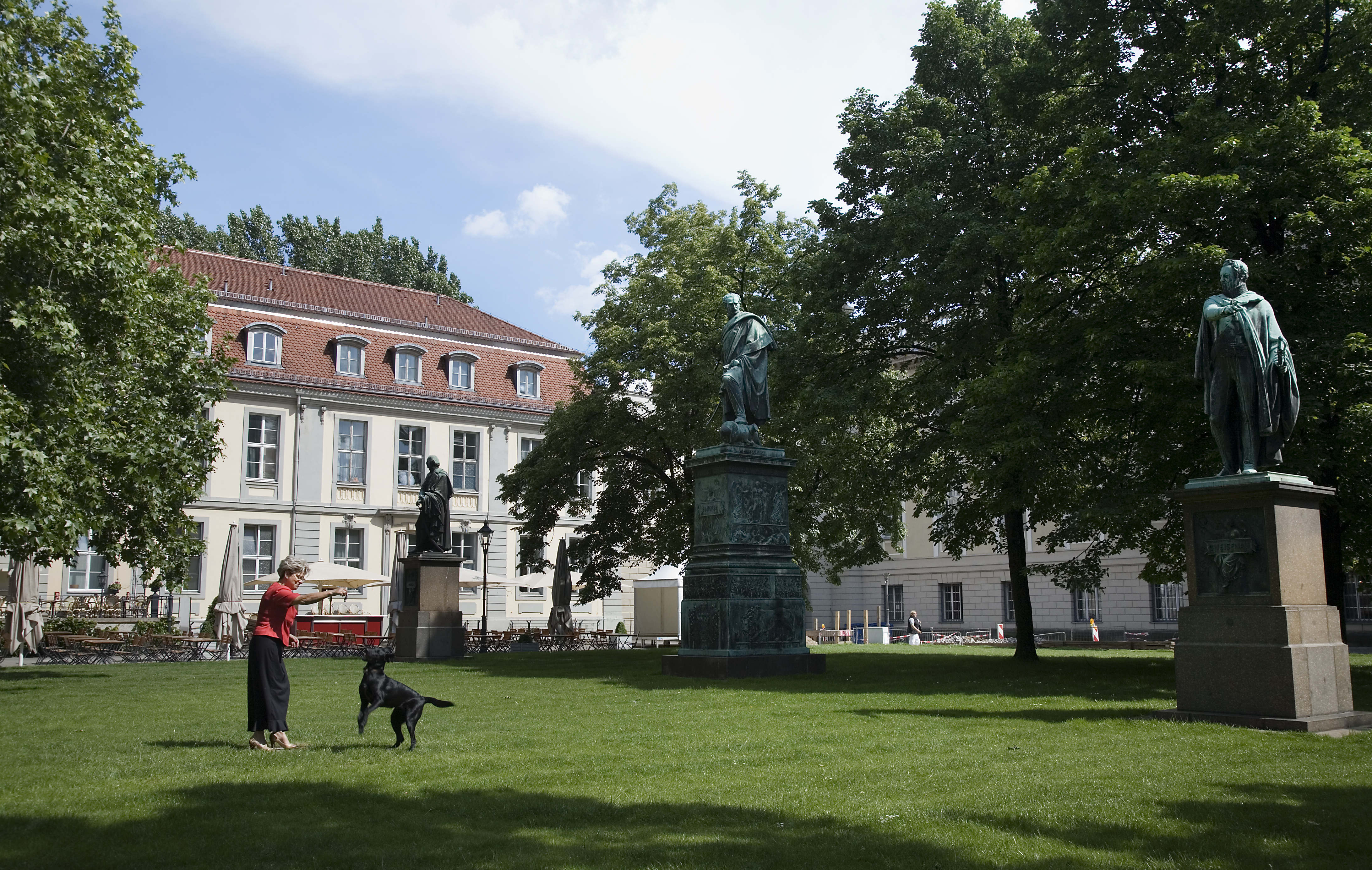
Heutiger Standort
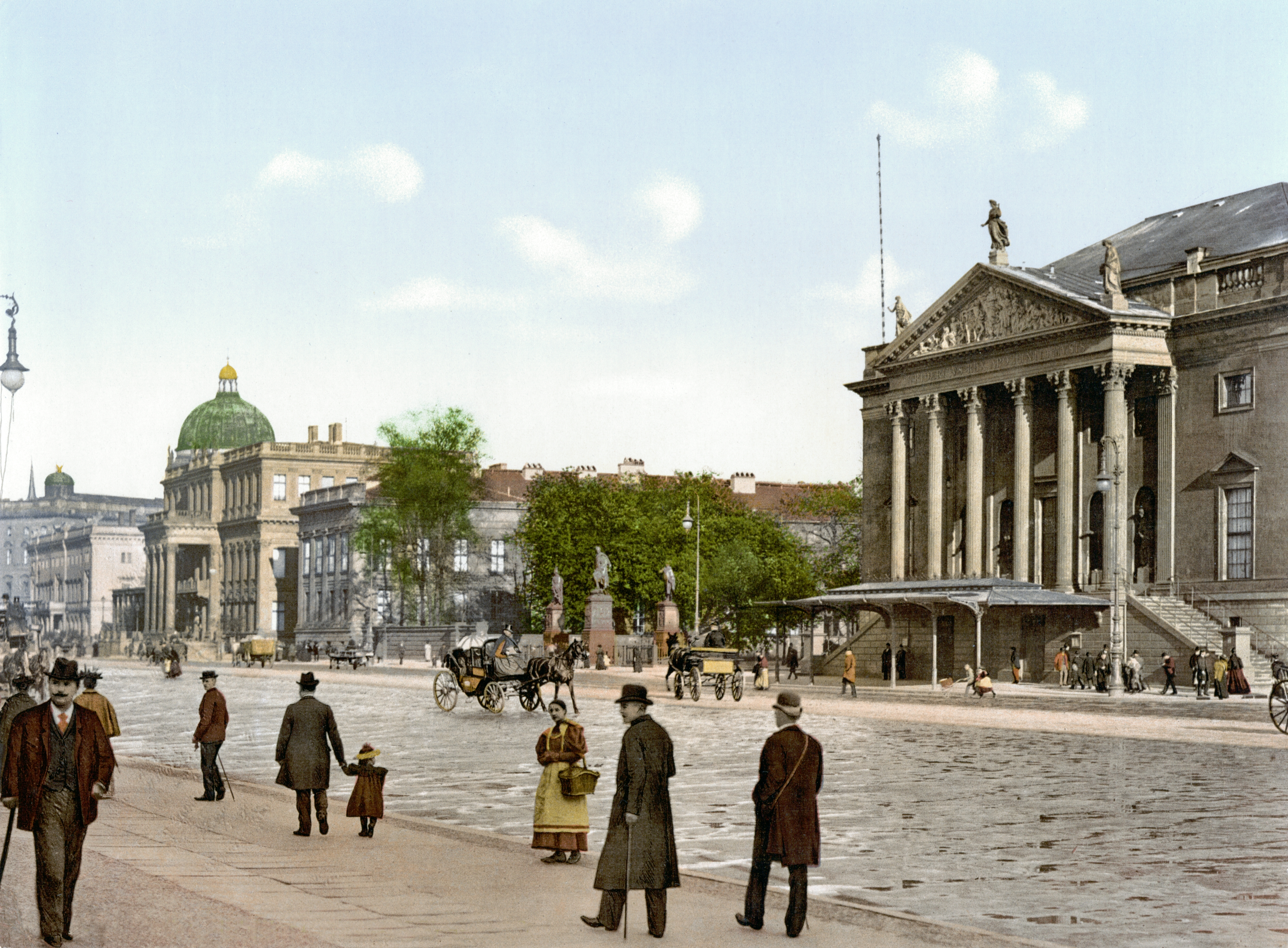
Ursprünglicher Standort
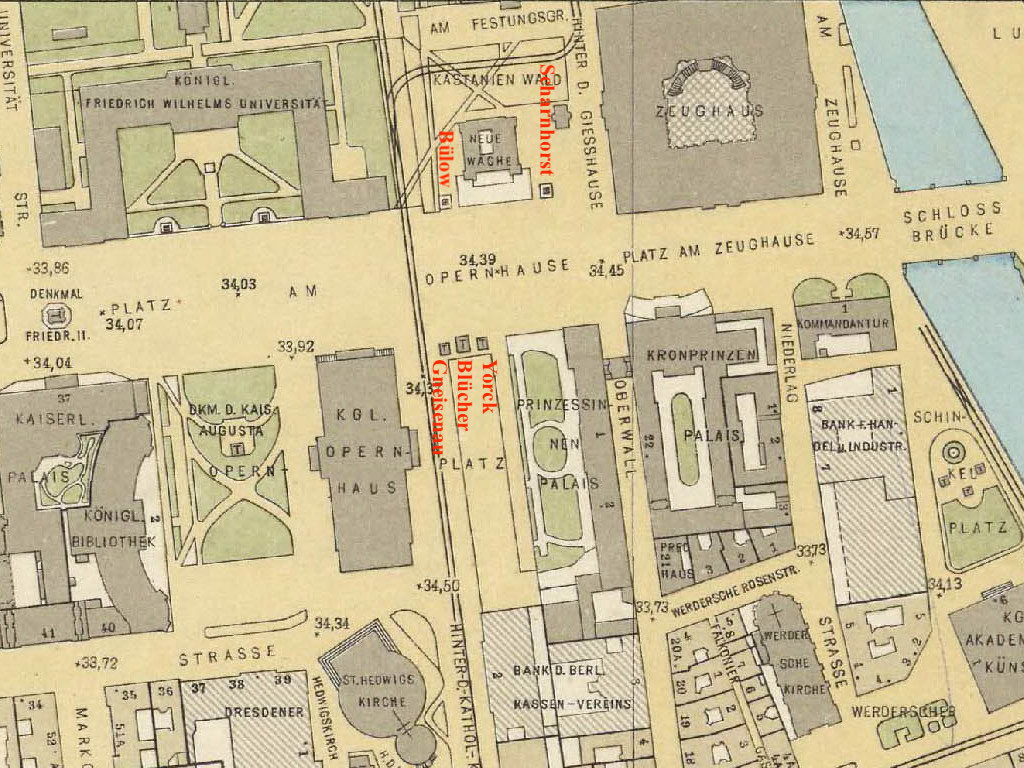
Lageplan von 1910